# 趙一荻
赵一荻（1912年5月28日—2000年6月22日），又名绮霞、鸾香，浙江兰溪人，出生于英屬香港，奉系军阀、中華民國陸軍將領張學良情妇， 后为繼室，人称「赵四小姐」。在台灣期間，跟隨張學良定居於高雄壽山、高雄西子灣、新竹清泉。

## 簡介

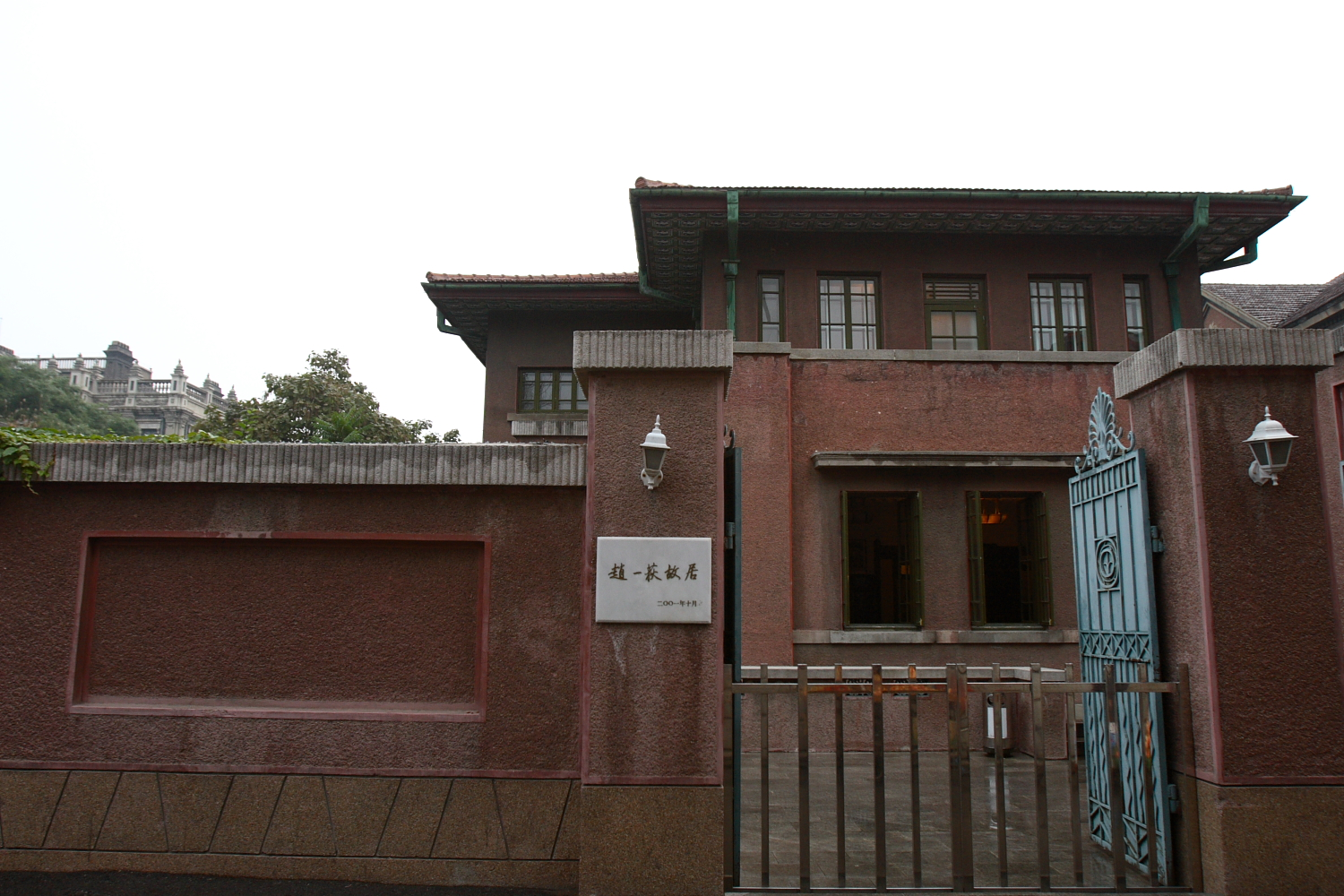
沈阳赵一荻故居

赵一荻为北洋政府交通部次长赵庆华庶女，生母吕葆贞是丫鬟。1928年与當時已婚的张学良相识于天津，私奔到东北。流传说法是赵一荻的大姐赵绛雪和大姐夫冯武越介绍二人相识，但赵绛雪和冯武越之子冯健龙接受采访曾辟谣，赵绛雪为赵庆华与原配夫人之女，与庶妹赵一荻并不亲近，来往极少，对赵一荻和有妇之夫张学良来往所造成的影响不满，更不会去撮合赵张之事。1928年3月，趙慶華登報發表聲明，在《大公報》，聲稱要與四女趙一荻斷絕父女關係：過了幾天，趙慶華又聲言自身慚愧，旋即辭去交通部次長的職務，從此不再為官，退隱而居。之後，赵一荻跪求张妻凤至，发誓终生不要名份，祈求于凤至接纳。后住在于凤至出资修建的“金屋”以秘书身份伴张。赵一荻私奔之事受到其生母吕葆贞私下协助，私奔事发后，赵庆华将吕葆贞赶出家门，吕葆贞到秦皇岛与亲生子赵国梁一起生活。赵一荻的同母兄弟姐妹皆平庸。 赵家后来由赵庆华的嫡子当家，赵一荻的嫡出兄弟姐妹极厌恶主动当情妇的庶妹赵一荻，从不与其来往。至此，赵一荻别无退路。
张学良1928年冬“东北易帜”，後又力挺中原大戰情勢危殆的蔣介石，1936年12月12日西安事變兵谏蒋介石，张妻于凤至多有襄助。张被囚禁后，妻子于凤至陪伴，赵一荻则在香港靠张学良的钱生活。1940年，于凤至因患乳腺癌，不得不与丈夫分离到美国治病。赵得以陪伴张左右。
1964年，为断绝张远走美国这一退路，蒋介石借张入基督教，按教义一名男子不能同时与两名女子保持夫妻关系，逼迫张与于凤至离婚。赵一荻借机亦撕毁不要名份的誓言，遣人游说于凤至，撒谎称张学良主动要求与于凤至离婚并和自己结婚，于凤至为张学良安全考虑，同意在形式上和张离婚，但坚持“离婚”是被逼无奈，并非夫妻情断。之后赵一荻和张学良正式成为法定夫妻。
张学良与于凤至婚姻存续期间，与赵一荻生下私生子张闾琳。